# 近藤龍人
近藤 龍人（こんどう りゅうと、1976年 - ）は、日本の映画カメラマン（撮影監督）。愛知県出身。大阪芸術大学卒業。

## 人物
大学在学時に熊切和嘉の映画『鬼畜大宴会』の制作に参加し、その後映画、CM、PVなどで活躍。山下敦弘らと「真夜中の子供シアター」を結成。
日本映画撮影監督協会新人賞（三浦賞）や毎日映画コンクールなどの撮影関連賞を受賞している。

## 主な参加作品
- 鬼畜大宴会（1998年、熊切和嘉監督）撮影助手
- どんてん生活
- ばかのハコ船
- リアリズムの宿
- 天然コケッコー（以上、山下敦弘監督）
- かぞくのひけつ（小林聖太郎監督）
- 双子でDON（松江哲明監督）
- プライスタグ（友野祐介監督）
- ネコナデ（大森美香監督）
- 青空ポンチ（柴田剛監督）
- 屋根の上の赤い女（岡太地監督）
- ノン子36歳（家事手伝い）（熊切和嘉監督）
- ウルトラミラクルラブストーリー（横浜聡子監督）
- ライブテープ（松江哲明監督）
- ソラニン（三木孝浩監督）
- パーマネント野ばら（吉田大八監督）
- アブラクサスの祭（加藤直輝監督）
- 海炭市叙景（熊切和嘉監督）
- マイ・バック・ページ（山下敦弘監督）
- さや侍（松本人志監督）
- 桐島、部活やめるってよ（2012年、吉田大八監督）
- 莫逆家族-バクギャクファミーリア-（2012年、熊切和嘉監督）
- 横道世之介（2013年、沖田修一監督）
- そこのみにて光輝く（2014年、呉美保監督）
- 私の男（2014年、熊切和嘉監督）
- バンクーバーの朝日（2014年、石井裕也監督）
- ストレイヤーズ・クロニクル（2015年、瀬々敬久監督）
- 太陽（2016年、入江悠監督）
- オーバー・フェンス（2016年、山下敦弘監督）
- ホワイトリリー (2016年、中田秀夫監督)
- 武曲 MUKOKU（2017年、熊切和嘉監督）
- 万引き家族 (2018年、是枝裕和監督)
- ハナレイ・ベイ（2018年、松永大司監督）
- 人間失格 太宰治と3人の女たち（2019年、蜷川実花監督）
- ブルーアワーにぶっ飛ばす（2019年、箱田優子監督）
- おらおらでひとりいぐも（2020年・沖田修一監督）
- 名も無き世界のエンドロール（2021年・佐藤祐市監督）
- MIRRORLIAR FILMS Season1 『無事なる三匹プラスワン コロナ死闘篇』（2021年・山下敦弘監督）
- ある男（2022年・石川慶監督）
- 怪物（2023年・是枝裕和監督）

## 受賞歴
- 2010年度
  - 第54回三浦賞（日本映画撮影監督協会新人賞）（『パーマネント野ばら』）[2]
  - 第65回毎日映画コンクール 撮影賞（『海炭市叙景』）[3]
- 2012年度
  - 第34回ヨコハマ映画祭 撮影賞（『桐島、部活やめるってよ』）
- 2014年度
  - 第10回おおさかシネマフェスティバル（『そこのみにて光輝く』『私の男』）[4]
  - 第36回ヨコハマ映画祭 撮影賞（『そこのみにて光輝く』『私の男』）
- 2018年度
  - 第42回日本アカデミー賞 最優秀撮影賞（『万引き家族』）[5]
- 2022年度
  - 第44回ヨコハマ映画祭 撮影賞（『ある男』）
- 2023年度
  - 第47回日本アカデミー賞 優秀撮影賞（『怪物』）[6]
  - 第19回おおさかシネマフェスティバル 撮影賞（『怪物』）[7]